# SecuROM
SecuROM ist eine DRM-Lösung mit Kopierschutzfunktion für CD/DVD von Sony DADC für Windows sowie macOS. Die aktuelle Version ist SecuROM v8 (zuerst verwendet bei Medal of Honor von 2010). Erkennbar sind CDs und DVDs mit SecuROM meist anhand der Beschriftung „Sony DADC“ am Innenrand der Disk. Diese muss jedoch nicht vorhanden sein. Zudem legt SecuROM in der Windows-Registrierungsdatenbank den Schlüssel HKEY_CURRENT_USER\Software\SecuROM an.

## Versionen und Technik

### SecuROM (v1.x–v3.x)
Im Inhaltsverzeichnis der geschützten CD-ROM oder im Installationsverzeichnis der Software sollten folgende Dateien existieren:
- CMS16.DLL
- CMS_95.DLL
- CMS32_95.DLL
- CMS_NT.DLL
- CMS32_NT.DLL

Allerdings fehlen diese Dateien auf manchen CDs.

### SecuROM v7
SecuROM 7.40 ist die aktuelle Version, die vor allem bei Spielen und auch bei einigen Applikationen verwendet wird. SecuROM ist in diesem Bereich einer der Marktführer.
Die Art und Weise, wie SecuROM arbeitet, ist grundsätzlich immer gleich, jedoch bietet Sony den Publishern die Möglichkeit, verschiedene Optionen zu nutzen. So wird beispielsweise das Speichermedium (CD/DVD) bei einigen Spielen zum Starten des Spiels nicht mehr benötigt (zum Beispiel Command & Conquer: Alarmstufe Rot 3), andere Spiele (wie etwa Bioshock) benötigen weiterhin das Originalmedium, um das Spiel starten zu können.
Bei älteren Versionen von SecuROM wurde ein Dienst UA7Service.exe unter Windows installiert. Dieser ermöglicht es mehreren Benutzerkonten die gleichen Lizenzdaten zu verwenden. Dieser Service wird bei aktuellen SecuROM-Versionen nicht mehr benutzt.
SecuROM-geschützte CDs/DVDs weisen physikalische Eigenarten in der Anordnung der Daten auf, nach welchen beim Start des geschützten Programms gesucht wird und welche nicht von herkömmlichen CD/DVD-Brennern dupliziert werden können.
Neben der SecuROM-Variante, die auf einem CD/DVD-Check basiert, gibt es seit einiger Zeit SecuROM auch als Digitale Rechteverwaltung (engl. Digital Rights Management, DRM), bei der es in den meisten Fällen nicht mehr erforderlich ist, dass sich die CD/DVD beim Start der Software im Laufwerk befindet. Da auch hier der Publisher entscheidet, ob und wie DRM für das Programm genutzt wird, verhält sich nicht jedes geschützte Programm gleich. Viele Programme dieser Art können nur über das Internet authentifiziert werden. Des Weiteren ist bei einigen Programmen die Anzahl der Authentifizierungen begrenzt, andere können beliebig oft authentifiziert werden. Bei einigen mit SecuROM geschützten Programmen (Sacred 2) gibt es auch die Möglichkeit, das Spiel per E-Mail zu authentifizieren. Mit einem Revoke-Tool lassen sich bereits verbrauchte Authentifizierungen wieder zurücksetzen, jedoch wird auch diese Möglichkeit nicht bei allen Programmen angeboten, da einige Publisher dieses Feature nicht in die Software integrierten.
Während der Authentifizierung des Spieles wird eine Seriennummer und ein Anfragecode zum SecuROM-Produktaktivierungs-Server geschickt. Die Seriennummer wird vom Softwarehersteller zur Verfügung gestellt. Der Anfragecode ist ein einzigartiger Identifizierungscode, zusammengesetzt aus der Applikation selbst und Hashwerte von Hardware-Komponenten des verwendeten Computers. Dies sorgt dafür, dass die Aktivierung an den Computer gebunden wird. Es soll nicht möglich sein, diesen Code aus den Hashwerten zurück zu rechnen.
SecuROM verhindert auch die Installation der Software in einer virtuellen Umgebung, wie es z. B. unter VMware und VirtualBox möglich wäre. Nachdem in Unternehmen immer mehr Virtualisierungstechniken eingesetzt werden und die Benutzer meist nur noch mit Thin Clients arbeiten, ist dies ein Problem, da ein separater Rechner für die Software angeschafft werden muss. Dieser Umstand ist erst nach Anschaffung der Software ersichtlich. Mit einer Kennzeichnungspflicht inkl. einer Hinweispflicht wäre es möglich, im Voraus nur die Softwareanbieter in Betracht zu ziehen, deren Software in der Infrastruktur des Unternehmens ohne Probleme und Hürden betrieben werden kann.

## Kritik
SecuROM versteckt Registryeinträge, um sie vor versehentlicher Löschung zu schützen, da darin auch Lizenzinformationen gespeichert werden. Dadurch wird es vom Programm RootkitRevealer von Microsoft (ehemals von SysInternals) als Rootkit eingestuft. Kritik wird auch vor allem an den Spieleherstellern geübt, die den Kopierschutz einsetzen. Diese weisen zum Beispiel nicht darauf hin, dass der Kopierschutz auch nach der Deinstallation des Spiels auf dem PC verbleibt. Da SecuROM in den Kernel eingreift, kann es zu Abstürzen des PCs kommen, was bereits zu einer Klage gegen EA geführt hat. Dieser SecuROM-Treiber kann mit einem entsprechenden Tool deinstalliert werden. Wenn jedoch später ein geschütztes Spiel wieder gestartet wird, wird auch der SecuROM-Treiber wieder installiert.
Da der SecuROM-Kopierschutz auf die Bedürfnisse des Kunden abgestimmt wird – in diesem Fall meist der Publisher, zum Beispiel Electronic Arts – gibt es viele unterschiedliche Varianten des Kopierschutzes. Electronic Arts verwendet eine relativ aggressive Version von SecuROM und hatte trotz Protesten ursprünglich angekündigt, zukünftig alle seine Spiele mit der DRM-Version des SecuROM-Kopierschutzes auszustatten. Allerdings änderte EA Anfang 2009 seine Politik und kündigte für Die Sims 3 an, dass das Spiel ohne DRM erscheinen werde. Ferner bietet die Firma ein Programm an, das es den Nutzern ermöglicht, die Rechte selbst zu verwalten.
Aus Sicherheitsgründen wurden einige für SecuROM essenzielle Bibliotheken ab Windows 7 aus dem Betriebssystem entfernt, da Computerviren diese ebenfalls missbrauchten. Microsoft selbst rät dazu, alte Spiele erneut bei Steam oder GOG.com ohne Kopierschutz zu kaufen.

### Begrenzte Anzahl von Autorisierungen
Die verpflichtende Online-Autorisierung, die beim ersten Starten durchgeführt wird, ist im Falle von aktuellen Electronic-Arts-Spielen auf fünf Vorgänge beschränkt. Hierbei wird der Rechner online authentifiziert und man kann später das Spiel auf diesem Rechner auch wieder deinstallieren und neu installieren. Eine neue Aktivierung ist erforderlich, wenn sich mehr als eine wichtige Komponente des Rechners ändert. Dies gilt auch für das Betriebssystem. Wer beispielsweise von Windows XP auf Windows Vista aktualisiert, muss seine Spiele neu autorisieren. Spiele müssen ebenfalls neu autorisiert werden, wenn der Rechner, beispielsweise durch einen Virusbefall, nicht mehr gestartet werden kann und das System neu installiert werden muss.
Electronic Arts hat ein Deautorisierungsprogramm veröffentlicht, mit dem der Kunde seine verbrauchte Aktivierung wieder deautorisieren kann, sofern das Spiel nach Mai 2008 veröffentlicht wurde. Diesen Vorgang, der als Revoking bezeichnet wird, gibt es bereits bei anderen SecuROM-Spielen wie Sacred 2.
Sind die verfügbaren Installationen verbraucht, kann man bei Electronic Arts auch bei älteren Spielen telefonisch eine weitere Aktivierung anfordern. Man muss jedoch begründen, wieso man eine weitere Aktivierung braucht. Electronic Arts entscheidet in jedem Fall individuell, ob eine weitere Aktivierung zur Verfügung gestellt wird oder nicht.

### Wiederverkäuflichkeit von DRM-geschützten Spielen
Ein weiterer Kritikpunkt von DRM-geschützten Spielen ist, dass sich diese oft schwerer gebraucht verkaufen lassen. Da man von außen nicht erkennen kann, ob alle Aktivierungen vorhanden sind, beziehungsweise ob die Autorisierungen korrekt zurückgesetzt wurden, ist es für Händler gebrauchter Software quasi unmöglich festzustellen, ob das Spiel überhaupt noch einmal autorisiert werden kann und somit wiederverkäuflich ist.
Kritiker gehen davon aus, dass dieser Effekt von den Publishern gewünscht wird und werfen ihnen vor, den Gebrauchtspielemarkt gezielt zu behindern.